# Chrono Madeleinois
Le Chrono Madeleinois est une course cycliste française, organisée de 1971 à 1986 autour de la commune française de La Madeleine au nord de Lille dans le département du Nord.

## Palmarès
| Année | Vainqueur              | Deuxième            | Troisième            |
| ----- | ---------------------- | ------------------- | -------------------- |
| 1971  | Henri-Paul Fin         | Bernard Delchambre  | Jerry Servaye        |
| 1972  | Henri-Paul Fin         | Jean-Louis Bouchet  | Éric Revez           |
| 1973  | Jean-Luc Vandenbroucke | Maximilien Mongeard | Edward White         |
| 1974  | Non organisé           | Non organisé        | Non organisé         |
| 1975  | Jean-Luc Vandenbroucke | Harry Vilkaitis     | Ladislas Zakreta     |
| 1976  | Ladislas Zakreta       | Christian Lefèbvre  | Ludo Theunis         |
| 1977  | Ladislas Zakreta       | Henri-Paul Fin      | Jacques Osmont       |
| 1978  | Jean-Paul Letourneur   | Christian Lefèbvre  | Hugues Cosaert       |
| 1979  | Robert Millar          | Hugues Cosaert      | Phil Anderson        |
| 1980  | Stephen Roche          | Vincent Frédéric    | Patrick Moerlen (de) |
| 1981  | Martial Gayant         | Sean Yates          | Denis Poisson        |
| 1982  | Michel Charréard       | Jean-Luc Moreul     | Denis Poisson        |
| 1983  | Brian Holm             | Dave Akam           | Denis Poisson        |
| 1984  | Patrice Esnault        | Joël Pelier         | Jacques Dutailly     |
| 1985  | Jacques Dutailly       | Jens Neuendorf      | Bernard Vermoote     |
| 1986  | Claude Séguy           | Pascal Potié        | Peter Gylling        |
| 1987  | Annulé                 | Annulé              | Annulé               |